# 岩手県交通遠野営業所
岩手県交通遠野営業所（いわてけんこうつうとおのえいぎょうしょ）は、岩手県遠野市にある岩手県交通の営業所である。

## 所在地
岩手県遠野市下組町106-4

## 沿革
- 1944年（昭和19年）4月12日 - 戦時統合により遠野・釜石を営業エリアとする県南のバス会社6社が統合して岩手東部乗合自動車の営業所となる。
- 1966年（昭和41年）4月27日 - 岩手県南自動車と東部バスが合併し、岩手県南バスの営業所となる。
- 1976年（昭和51年）6月1日 - 岩手中央バス（国際興業グループ）・花巻バス・岩手県南バスの対等合併により、岩手県交通の営業所となる。
- 1986年（昭和61年）10月1日 - 管内の2路線を早池峰バスへ移管（遠野市及び宮守村に係る廃止路線代替バス）。その後すべての路線を同社へ移管し、早池峰バスの営業所となる。
- 2001年（平成13年）7月16日 - 遠野市から「市内100円循環バス」の運行業務を受託し、運行開始。
- 2004年（平成16年）
  - 3月31日 - 宮守村廃止路線代替バス廃止（白ナンバーの宮守村営バスとなり、他事業者に運転業務移管）
  - 4月1日 - JRバス東北より遠野定期観光（遠野物語めぐり号）を引き継ぎ運行開始。
  - 10月1日 - 遠野盛岡線（県立中央病院）運行開始。
- 2005年（平成17年）5月 - 遠野北上線、住田町八日町北上線運行開始。
- 2007年（平成19年）11月 - 小黒沢・外山線路線一部休止（デマンドタクシー試行対応による）。
- 2008年（平成20年）10月1日 - 休止中の小黒沢・外山線路線一部廃止。
- 2009年（平成21年）11月 - 遠野営業所管内路線フリー乗降区間全線に恒り増設。
- 2010年（平成22年）6月 - 遠野定期観光（遠野物語めぐり号）水木しげるデザインラッピングバスで運行。
- 2017年（平成29年）
  - 3月31日 -当日の運行をもって業務を終了。
  - 4月1日 - 全業務を岩手県交通へ移管。岩手県交通の営業所となる。

## 所管路線
すべての路線において岩手県交通発行のバスカードや交通系ICカード（地域連携ICカード「Iwate Green Pass」）が利用できない（カード機器未搭載のため）。

### 荷沢峠・小友線
- 遠野営業所 - 遠野駅前 - 遠野病院前 - 遠野営業所 - 二日町 - 船渡橋 - 鱒沢 - 小友
- 遠野営業所 - 遠野駅前 - 遠野病院前 - 遠野営業所 - 二日町 - 和野 - 鱒沢 - 小友 - 荷沢峠 （平日運行）

### 綾織・達曽部線
- 遠野営業所 - 穀町 - 遠野病院前 - 遠野駅前 - 日影 - 綾織十文字 - 千葉屋敷 - 橋本 - 達曽部

### 附馬牛線
- 遠野営業所 - 遠野駅前 - 遠野病院前 - 福祉の里 - 五日市 - 足洗川 - ふるさと村 - 上柳 - 坂の下

### 土淵線
- 遠野営業所 - 遠野駅前 - とぴあ前 - 遠野病院前 - 八幡神社前 - 緑峰高校前 - 伝承園前 - 和野 - 西内 - 恩徳

### 足ヶ瀬線
- 遠野営業所 - 遠野駅前 - 遠野病院前 - 関田橋 - 清水川 - 上郷町 - 八日市 - 川原 - 森の下 - 足ヶ瀬
- 足ヶ瀬 → 森の下 → 八日市 → 青笹駅前 → 関田橋 → 遠野病院前 → 遠野駅前 → 遠野営業所

### 青笹線
- 清養園 - 遠野営業所 - 遠野駅前 - 上組町 - 晴山 - 青笹学校前 - 大草里 （毎日運行）
- 清養園 - 遠野営業所 - 遠野駅前 - 上組町 - 遠野病院前 - 晴山 - 青笹学校前 - 中村 - 六角牛病院 - 大草里 （平日運行）

## 廃止路線
- 宮守村廃止路線代替バス
- 遠野北上線
- 住田町八日町北上線
- 小黒沢・外山線